# ピエロ・リュネール (バンド)
ピエロ・リュネール（Pierrot Lunaire）は、イタリアのアヴァン・プログ/プログレッシブ・フォーク・バンドである。
バンドは1974年に結成され、当初はプランタンズ（Primtemps）と名付けられていた 。
1974年にセルフタイトル、1976年に『グドルン』という2枚のアルバムがリリースされた。それらはスタイルがかなり異なり、前者は通常の曲構成に基づいているが、それでもかなり実験的であり、後者は最初のアルバムよりもさらに自由で実験的になっている。『グドルン』は、プログレッシブ・ロックの多くのファンからクラシックと見なされている。
バンドは「ナース・ウィズ・ウーンド・リスト」に掲載されている。

## ディスコグラフィ

### スタジオ・アルバム
- 『ピエロ・リュネール』 - Pierrot Lunaire (1974年) ※旧邦題『月影のピエロ』
- 『グドルン』 - Gudrun (1976年) ※旧邦題『北欧神話 グドルン』